# Roca (Nebraska)
Roca – wieś w Stanach Zjednoczonych, w stanie Nebraska, w hrabstwie Lancaster.